# Jake Sully
Pour les articles homonymes, voir Sully.
Jake Sully est un personnage de l'univers fictif Avatar.
Il officie dans le Corps des Marines, mais est renvoyé à la suite d'une blessure qui provoque la paralysie complète de ses deux jambes. Après avoir appris que son frère jumeau Tom a été tué, Jake le remplace dans le programme « Avatar » de la Resources Development Administration (RDA) sur la lune extrasolaire Pandora, où les humains contrôlent à distance des créatures hybrides mi-humaines, mi-na'vis, une espèce endémique de Pandora, pour circuler en toute sécurité sur la planète.
Perdu dans la forêt de Pandora, Jake est attaqué par un groupe de loups-vipères lorsque Neytiri, une Na'vi, le sauve. Jake se retourne contre la RDA après avoir sympathisé avec le peuple Omaticaya et s'être accouplé avec Neytiri. Jake devient le sixième Toruk Makto et mène les Na'vis dans une bataille pour chasser la RDA de Pandora.
Une fois les humains chassés, il devient le chef de clan des Omaticayas. Jake et Neytiri donnent naissance à trois enfants biologiques (Neteyam, Lo'ak et Tuktirey) et ont deux enfants adoptifs (Miles Socorro et Kiri).
Le personnage est interprété par Sam Worthington dans Avatar et Avatar: La Voie de l'eau.